# Montclair, Kalifornien
Montclair är en stad (city) i San Bernardino County, i delstaten Kalifornien, USA. Enligt United States Census Bureau har staden en folkmängd på 37 211 invånare (2011) och en landarea på 14,3 km².